# Gli Amaranto
Gli Amaranto o Stato sociale: Amaranto (To Live Forever) è un romanzo di fantascienza di Jack Vance del 1956.
Nel 2002 è stato ripubblicato nella Vance Integral Edition con il titolo Clarges.

## Ambientazione
Il romanzo è ambientato in un futuro imprecisato, tre secoli dopo che la Terra, a causa della vertiginosa e incontrollabile crescita della popolazione mondiale, è stata colpita dalla Grande Carestia ed ha attraversato un periodo di conflitti a livello globale, il Caos Maltusiano, che ha ridotto di tre quarti l'umanità, ha spazzato via le nazioni e fatto sprofondare l'intero pianeta nella barbarie.
In una delle rare roccaforti della civiltà, la Regione di Clarges, è stato istituito con la Legge del Fair Play un sistema sociale che ha garantito pace e stabilità durevoli, basato sul processo di ascesa individuale il cui obiettivo finale è addirittura l'immortalità. Alla nascita non si appartiene ad alcuna phyle, tribù o livello. Si può scegliere di non farsi registrare dal sistema gestito dall'enorme macchina chiamata Attuario e condurre una vita naturale, da "glodola" ("gaia allodola"), la cui durata media è di 82 anni, oppure di iscriversi nella tribù base, la Famiglia, e cominciare il progresso per meriti professionali attraverso i livelli successivi (Cuneo, Terzo, Orlo), ognuno dei quali permette di guadagnare via via ulteriori dieci-vent'anni di vita, fino a raggiungere la quinta e ultima classe, entrando nella Società Amaranto e conquistandosi il diritto alla vita eterna. Per evitare i pericoli del sovrappopolamento e mantenere la popolazione stabilmente intorno ai 20-25 milioni di abitanti (fra cui un Amaranto ogni duemila individui), i Sicari di Stato si occupano di eliminare chi raggiunge il limite di età concesso dal proprio status sociale.
Benché questo sistema abbia sostanzialmente funzionato per tre secoli, la costante tensione di un'esistenza completamente dedicata alla lotta per l'ascesa e la sotterranea ossessione per la morte sono causa di un numero crescente di esaurimenti nervosi e malattie mentali (ormai quasi un quarto della popolazione ne è colpito). Chi non è in grado di sostenere una vita così logorante e scivola in uno stato di catatonia viene ricoverato nei cosiddetti Palliatori. L'unico sfogo per gli abitanti della metropoli di Clarges è Carnevalle, una sorta di multiforme parco divertimenti dov'è possibile dimenticare la tensione quotidiana e concedersi ogni libertà e stravaganza.

## Trama
Grayven Warlock ha raggiunto lo status di Amaranto e la ricompensa dell'immortalità ma, dopo due soli anni in questa privilegiata condizione, uccide accidentalmente il rivale Abel Mandeville durante una lite e, benché questi sia prontamente rimpiazzato da uno dei surrogati creati a questo scopo, la Società Amaranto decide di punire in modo esemplare Grayven per aver commesso un crimine che viola il più profondo tabù per una casta di immortali e lo condanna alla morte definitiva.
Sfuggito ai Sicari, Grayven si nasconde a Carnevalle e, lasciati trascorrere sette anni per essere dichiarato legalmente morto, intraprende per la seconda volta l'ascesa con la nuova identità di Gavin Waylock. Disposto ad utilizzare ogni mezzo per riconquistare il posto che gli spetta fra gli Amaranto e il diritto alla vita eterna di cui è stato privato, Gavin/Grayven arriva ad uccidere una Amaranto per il timore che possa ostacolare il suo piano, procurandosi una spietata nemica e dando inizio ad un'inarrestabile escalation che lo condurrà a stravolgere l'intero sistema su cui si regge da secoli la società di Clarges. 

## Edizioni
- (EN) Jack Vance, To Live Forever, Ballantine, 1956,  p. 185.
- Jack Vance, Gli amaranto, traduzione di Mauro Cesari, Casa Editrice La Tribuna, 1966.
- Jack Vance, Stato sociale: Amaranto, traduzione di Viviana Viviani, Editrice Nord, 1995,  p. 247, ISBN 88-429-0346-9.